# NGC 1112
NGC 1112 في الفهرس العام الجديد، هي مجرة، تقع في كوكبة الشجاع. اكتشفت في 2 ديسمبر 1863 بواسطة ألبرت مارث.

## روابط خارجية
- NGC 1112 على موقع ويكي سكاي: DSS2, SDSS, GALEX, IRAS, Hydrogen α, X-Ray, Astrophoto, Sky Map, Articles and images